# Ільків Богдан Іванович

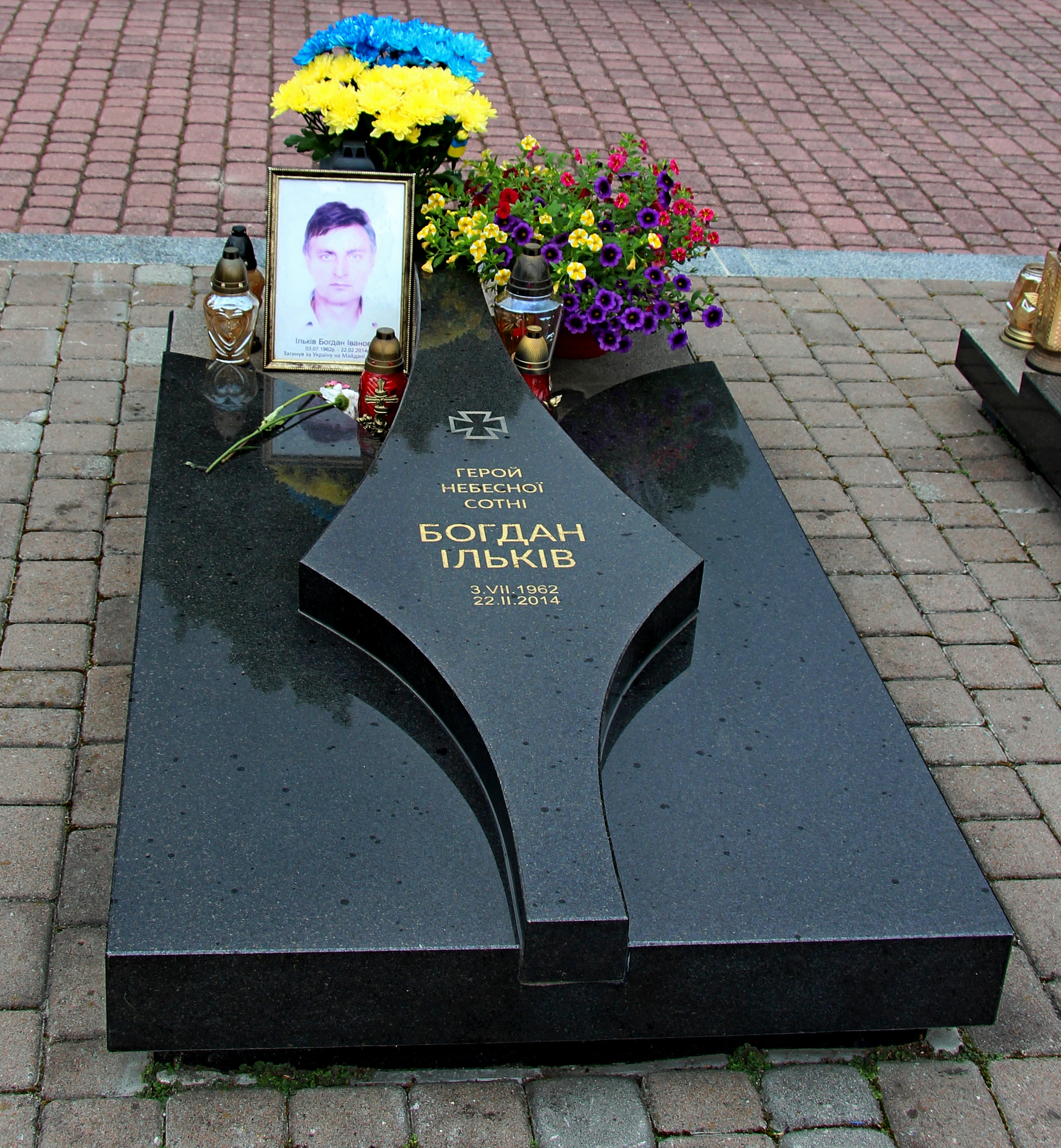

Богда́н Іва́нович І́льків (3 липня 1962, смт. Щирець, Пустомитівський район, Львівська область, Українська РСР — 22 лютого 2014, Київ, Україна) — громадський активіст, учасник Революції Гідності, герой «Небесної Сотні». Герой України.

## Біографія
Пан Ільків закінчив залізничний технікум, працював машиністом автодрезини. Виховував двох доньок, доньок, 1988 і 1994 років народження. Богдан брав активну участь у житті церковної громади.
Був поранений 20 лютого 2014 року, на Майдані у Києві. Помер 22 лютого 2014 року у 17-й столичній лікарні.
Похований 24 лютого 2014 року у Львові на Личаківському цвинтарі на Алеї Героїв.

## Майдан у Києві
«Уперше Богдан Ільків поїхав на Майдан 11 грудня, — каже сестра Оксана Ніконова. — Він дуже перейнявся духом, який там панував. Після цього був у Києві ще тричі. Кожного разу їхав до столиці на п'ять днів, у вільний від роботи час. Богдан у Києві брав участь в охороні барикад та нічних патрулюваннях міста як член Стрийської сотні Самооборони. Він дуже хвалив своїх побратимів, змальовував героями медиків та інших учасників, тільки не себе».
Востаннє Богдан поїхав до Києва у вівторок, 18 лютого, увечері. Мав бути на роботі, однак його начальник знайшов заміну. Він запевняв, що за нього не варто хвилюватися, бо займає не першу, а другу лінію оборони.
Ніч на четвер, 20 лютого, Богдан чергував на барикадах. Близько п'ятої ранку пішов відпочивати. О восьмій представників Самооборони, які вночі чергували, розбудили і сказали, що потрібна допомога на передовій. Коли Богдана доправили до лікарні, він зателефонував дружині. Медики пояснили, що поранення несумісні з життям. Натомість він дивом прожив ще два дні.
20 лютого снайпер влучив у Богдана на Інститутській. Життя обірвала куля калібру 7,62 мм зі зміщеним центром ваги.

## Вшанування пам'яті

### Нагороди
- 21 листопада 2014 року присвоєно звання Герой України з удостоєнням ордена «Золота Зірка» (посмертно) — за громадянську мужність, патріотизм, героїчне відстоювання конституційних засад демократії, прав і свобод людини, самовіддане служіння Українському народу, виявлені під час Революції гідності[1]
- Медаль «За жертовність і любов до України» (УПЦ КП, червень 2015) (посмертно)[2]

## Джерело
- «Маю захист три кожухи…» [Архівовано 3 березня 2014 у Wayback Machine.]
- Книга пам'яті-Ільків Богдан Іванович.
- Небесна сотня-Ільків Богдан.
- Небесна сотня: Богдан Ільків [Архівовано 6 березня 2014 у Wayback Machine.].
- Герої не вмирають [Архівовано 17 березня 2014 у Wayback Machine.].
- Герої не вмирають 2 [Архівовано 17 березня 2014 у Wayback Machine.].